# ایستگاه راه‌آهن بروکسل جنوبی
ایستگاه راه‌آهن بروکسل جنوبی (هلندی: Brussel-Zuid) بزرگترین ایستگاه راه‌آهن در بروکسل پایتخت بلژیک است.
این ایستگاه که در سال ۱۹۵۲ تأسیس شده جزئی از خط‌های یورواستار، تالیس (قطار تندرو بلژیک) و راه‌آهن ملی بلژیک است، همچنین متروی بروکسل به این ایستگاه متصل می‌باشد.

## نگارخانه

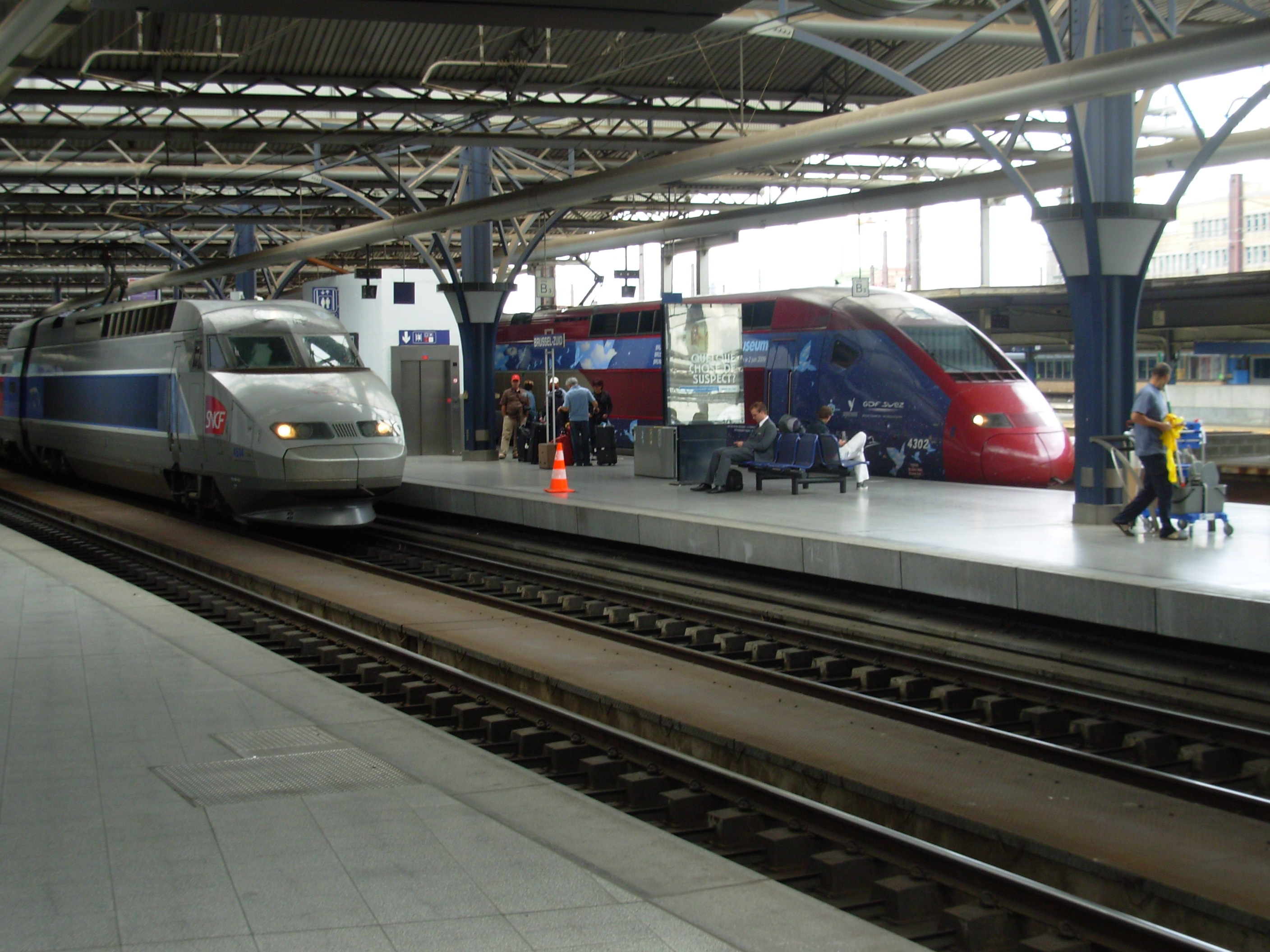
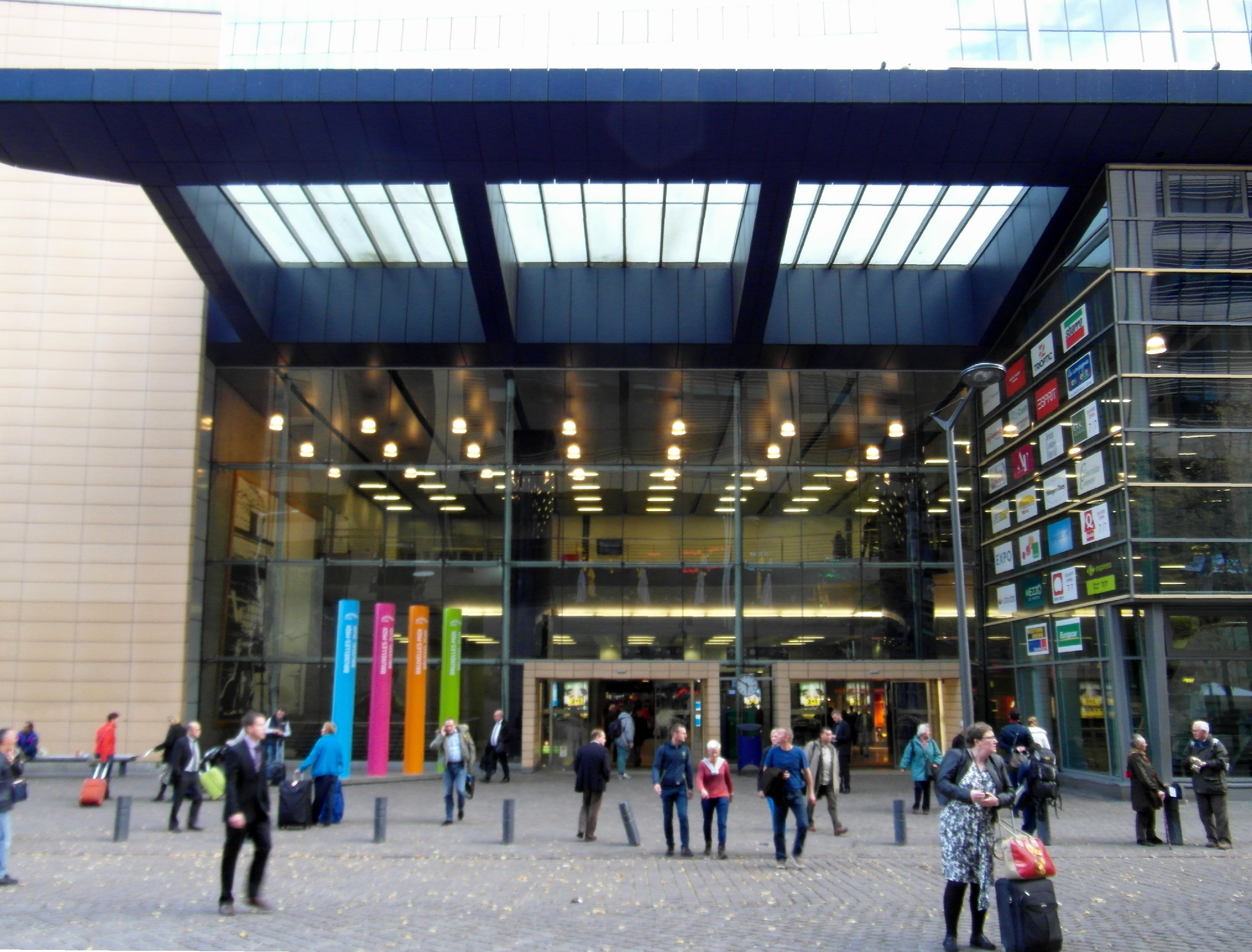
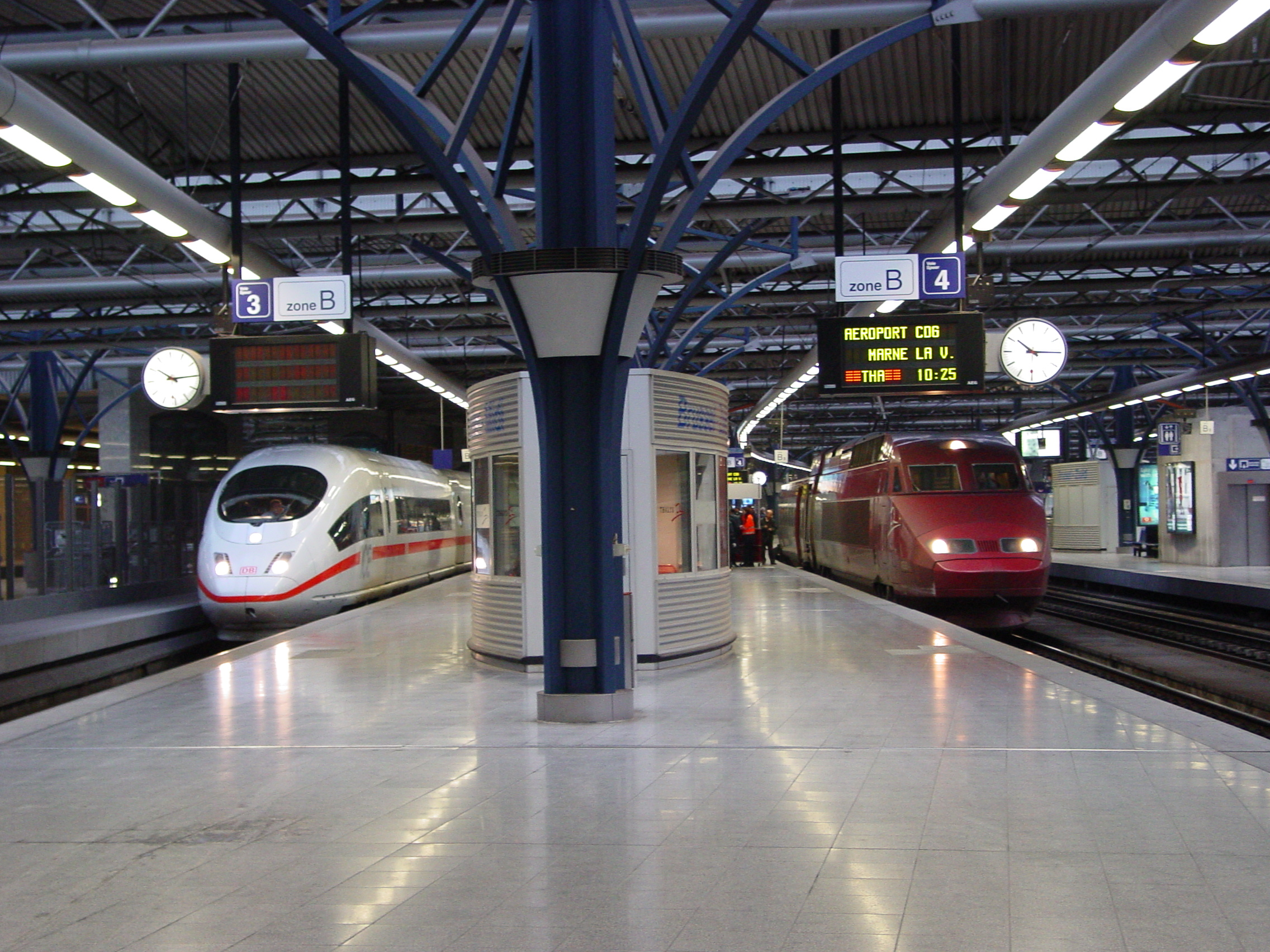
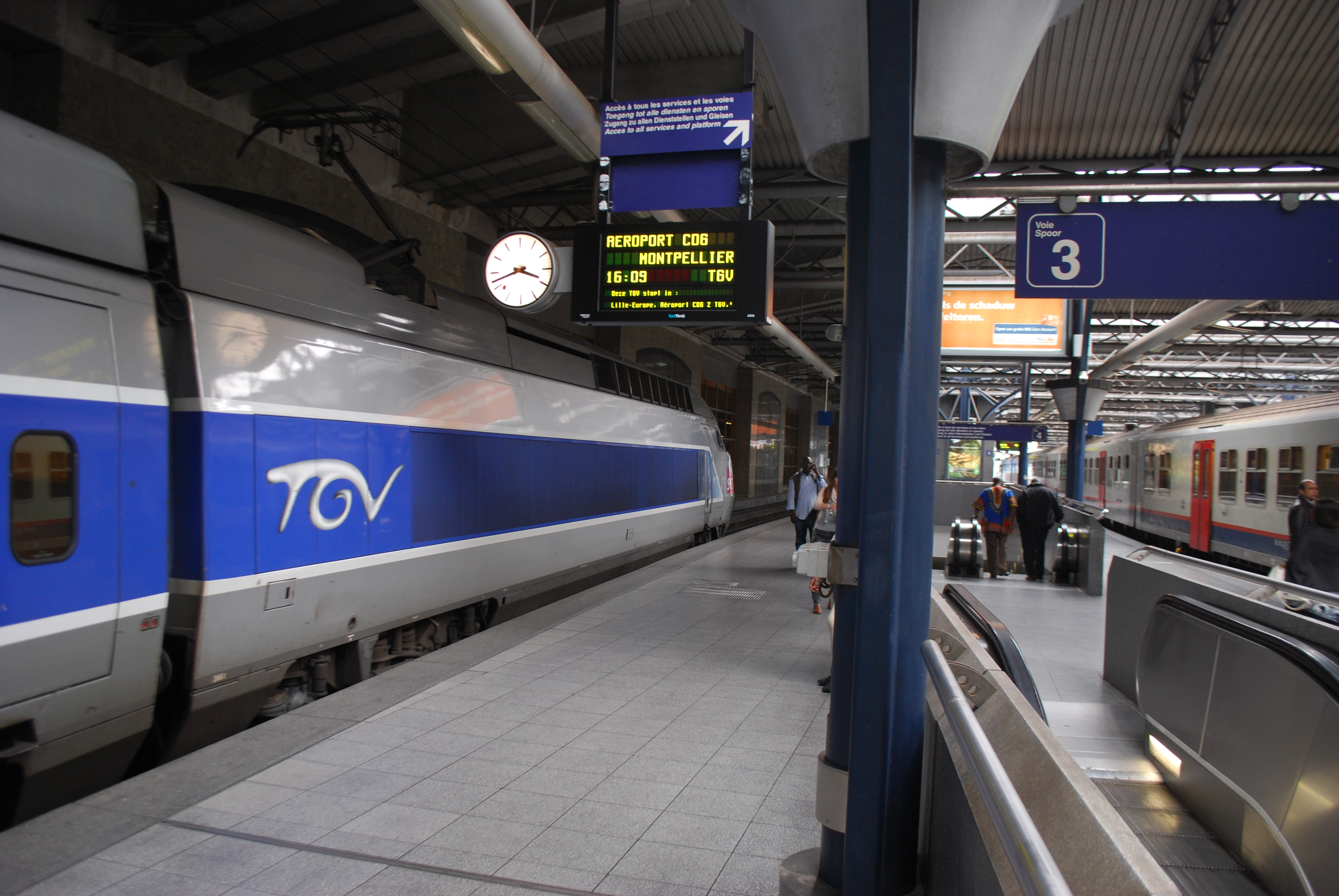